# Vitkindad sparvvävare
Vitkindad sparvvävare (Plocepasser donaldsoni) är en fågel i familjen vävare inom ordningen tättingar.

## Utseende och läte
Vitkindad sparvvävare är en stor och tydligt tecknad vävare. Den har mörk hjässa och ljust på kind och strupe åtskilt av ett svart mustaschstreck. I flykten syns den vita övergumpen väl. Arten är något lik vitbrynad sparvvävare men har annorlunda teckning på huvudet och streckad snarare än rent vit undersida. Sången består av en ramsa med visslande och gnissliga toner.

## Utbredning
Fågeln förekommer på savann i Etiopien, längst ner i södra Somalia och norra Kenya. Den behandlas som monotypisk, det vill säga att den inte delas in i några underarter.

## Status
Arten har ett stort utbredningsområde och beståndet anses vara stabilt. Internationella naturvårdsunionen IUCN listar den därför som livskraftig (LC).

## Namn
Fågelns vetenskapliga artnamn hedrar Arthur Donaldson Smith (1864-1939), amerikansk storviltsjägare, naturforskare och samlare av specimen i Abessinien och Somaliland 1894-1895.